# Francesco di Savoia-Racconigi
Francesco di Savoia-Racconigi (Torino, ... – Racconigi, 1503) fu marchese di Racconigi.

## Biografia
Figlio di Ludovico I, marchese di Racconigi, e di sua moglie, la nobildonna francese Alice de Montbel, Francesco nacque a Torino. Suo padre era figlio illegittimo di Ludovico di Savoia-Acaia ed aveva dato origine al ramo dei Savoia-Racconigi con l'ottenimento appunto del feudo di Racconigi dal genitore.
Alla morte del padre nel 1459 prese le redini della signoria ereditaria del genitore e la gestì in tranquillità, raggiungendo una posizione particolarmente influente anche nella politica internazionale, grazie al matrimonio del figlio primogenito, Claudio, con Ippolita Borromeo, figlia del conte di Arona. Alcuni anni dopo fu proprio Francesco ad approvare con il figlio Claudio la cessione della dote di matrimonio di Ippolita ai duchi di Savoia per sostenere le spese belliche da loro intraprese contro la Confederazione Elvetica in sostegno alla politica di Carlo il Temerario, duca di Borgogna, per fini di alleanza. Durante questo periodo Francesco venne inoltre nominato governatore di Vercelli.
Quando al trono di Savoia salì però Carlo I alla morte prematura di suo fratello nel 1485, iniziò per i Savoia-Racconigi un periodo difficile, segnato da spaccature interne alla famiglia: da un lato il duca Carlo I, sobillato dai nobili di corte e dai suoi favoriti, decise di privare Claudio dei benefici ottenuti dal suo predecessore, nonché di rispettare la garanzia sulla dote di Ippolita Borromeo, motivo che ovviamente inalberò notevolmente Claudio, mentre suo padre Francesco preferì schierarsi coi duchi di Savoia con l'intento di conservare i domini di famiglia. Claudio intraprese una guerra personale con i duchi, portando dei propri uomini armati a difendere il castello di Sommariva, che occupò militarmente contro il volere del padre, venendo sconfitto e vedendosi costretto ad un'alleanza coi marchesi di Saluzzo (anch'essi in lite coi Savoia per questioni territoriali).
Francesco, dal canto suo, si arroccò a Racconigi e cercò di mantenerla saldamente anche quando suo figlio nel 1486 decise di assediarla, riuscendo a conquistarla assieme alla città di Pancalieri, sino a quando queste non vennero liberate dall'esercito sabaudo che le restituì al possesso del duca di Savoia, il quale a sua volta la concesse nuovamente a Francesco solo nel 1493.
Con la morte del duca Carlo I di Savoia nel 1490, la moglie e reggente Bianca decise di riconciliarsi con Claudio, ristabilendo anche il suo rapporto col padre Francesco. Gli ultimi anni di reggenza della signoria di Racconigi furono per Francesco anni di tranquillità e vicinanza alla politica intrapresa dai Savoia.
Francesco morì a Racconigi nel 1503.

## Matrimonio e figli
Francesco sposò Caterina de Seyssel, già vedova dei nobili piemontesi Goffredo di Rivarolo e Goffredo Favria di Finale. La coppia ebbe i seguenti figli:
- Claudio (m. 7 gennaio 1521), marchese di Racconigi, governatore di Vercelli, sposò Ippolita Borromeo, figlia di Giovanni Borromeo, conte di Arona, ebbero due figli: Bernardino ed Antonio Lodovico
- Annibale, Luogotenente di Vercelli per suo fratello Claudio
- Maria (m. 1510), sposò in prime nozze Goffredo di San Martino, Signore di Rivarolo, in seconde nozze Goffredo di Savoia-Busca, figlio di Martino di Savoia, Signore di Busca, ed in terze nozze Manfredo di Saluzzo, Signore di Cardè, Governatore di Mondovì, figlio di Ugonino di Saluzzo, Signore di Cardè, Governatore di Pinerolo e di sua moglie Marguerite de La Palud.

Ebbe anche un figlio naturale da una donna sconosciuta:
- Bernardino (m. post 13 maggio 1497).

## Ascendenza
|                                      |                                       |                                                    | Genitori                                        |  |  | Nonni |  |  | Bisnonni                |  |  | Trisnonni                 |  |
|                                      |                                       |                                                    |                                                 |  |  |       |  |  | Giacomo di Savoia-Acaia |  |  | Filippo I di Savoia-Acaia |  |
|                                      |                                       |                                                    |                                                 |  |  |       |  |  | Giacomo di Savoia-Acaia |  |  | Filippo I di Savoia-Acaia |  |
|                                      |                                       | Caterina de la Tour du Pin                         |                                                 |  |  |       |  |  | Giacomo di Savoia-Acaia |  |  |                           |  |
| Ludovico di Savoia-Acaia             |                                       |                                                    |                                                 |  |  |       |  |  | Giacomo di Savoia-Acaia |  |  |                           |  |
|                                      |                                       | Margherita di Beaujeu                              | Edoardo di Beaujeu, signore di Beaujeu          |  |  |       |  |  |                         |  |  |                           |  |
|                                      |                                       | Margherita di Beaujeu                              | Edoardo di Beaujeu, signore di Beaujeu          |  |  |       |  |  |                         |  |  |                           |  |
|                                      |                                       | Margherita di Beaujeu                              | Marie de Thil-en-Auxois                         |  |  |       |  |  |                         |  |  |                           |  |
| Ludovico I di Savoia-Racconigi       |                                       | Margherita di Beaujeu                              |                                                 |  |  |       |  |  |                         |  |  |                           |  |
|                                      |                                       | …                                                  | …                                               |  |  |       |  |  |                         |  |  |                           |  |
|                                      |                                       | …                                                  | …                                               |  |  |       |  |  |                         |  |  |                           |  |
|                                      |                                       | …                                                  | …                                               |  |  |       |  |  |                         |  |  |                           |  |
| …                                    |                                       | …                                                  |                                                 |  |  |       |  |  |                         |  |  |                           |  |
|                                      |                                       | …                                                  | …                                               |  |  |       |  |  |                         |  |  |                           |  |
|                                      |                                       | …                                                  | …                                               |  |  |       |  |  |                         |  |  |                           |  |
|                                      |                                       | …                                                  | …                                               |  |  |       |  |  |                         |  |  |                           |  |
| Francesco di Savoia-Racconigi        |                                       | …                                                  |                                                 |  |  |       |  |  |                         |  |  |                           |  |
|                                      | Jean de Montbel, signore d'Entremonts | Guillaume Montbel, signore d'Entremonts            |                                                 |  |  |       |  |  |                         |  |  |                           |  |
|                                      | Jean de Montbel, signore d'Entremonts | Guillaume Montbel, signore d'Entremonts            |                                                 |  |  |       |  |  |                         |  |  |                           |  |
|                                      | Jean de Montbel, signore d'Entremonts | Marguerite de Joinville                            |                                                 |  |  |       |  |  |                         |  |  |                           |  |
| Guy de Montbel, signore d'Entremonts | Jean de Montbel, signore d'Entremonts |                                                    |                                                 |  |  |       |  |  |                         |  |  |                           |  |
|                                      |                                       | Béatrix de Thoire et Villars, signora di Montelier | Jean de Thoire et Villars, signore di Montelier |  |  |       |  |  |                         |  |  |                           |  |
|                                      |                                       | Béatrix de Thoire et Villars, signora di Montelier | Jean de Thoire et Villars, signore di Montelier |  |  |       |  |  |                         |  |  |                           |  |
|                                      |                                       | Béatrix de Thoire et Villars, signora di Montelier | Agnès de Montagu                                |  |  |       |  |  |                         |  |  |                           |  |
| Alice di Montbel                     |                                       | Béatrix de Thoire et Villars, signora di Montelier |                                                 |  |  |       |  |  |                         |  |  |                           |  |
|                                      |                                       | François de Maubec                                 | Hugues de Maubec, signore di Maubec             |  |  |       |  |  |                         |  |  |                           |  |
|                                      |                                       | François de Maubec                                 | Hugues de Maubec, signore di Maubec             |  |  |       |  |  |                         |  |  |                           |  |
|                                      |                                       | François de Maubec                                 | Marguerite d'Anduze                             |  |  |       |  |  |                         |  |  |                           |  |
| Catherine de Maubec                  |                                       | François de Maubec                                 |                                                 |  |  |       |  |  |                         |  |  |                           |  |
|                                      |                                       | Alix de Grolée                                     | Jean de Grolée                                  |  |  |       |  |  |                         |  |  |                           |  |
|                                      |                                       | Alix de Grolée                                     | Jean de Grolée                                  |  |  |       |  |  |                         |  |  |                           |  |
|                                      |                                       | Alix de Grolée                                     | Eléonore de Juis                                |  |  |       |  |  |                         |  |  |                           |  |
|                                      |                                       | Alix de Grolée                                     |                                                 |  |  |       |  |  |                         |  |  |                           |  |